# Paweł (Katowice)
Paweł (też: Markplatz; niem. Pauls Colonie, błędnie: Paulus) – nieistniejąca kolonia (osiedle patronackie) dawnej gminy Dąbrówka Mała dla pracowników dawnej huty cynku Paul (od 1922 roku Paweł, niem. Paulshütte), położona obecnie w Katowicach, w dzielnicy Szopienice-Burowiec, w Burowcu przy ulicy Obrońców Westerplatte. Przez Pawła przebiegała nieistniejąca dziś ul. Rzemieślnicza. Kolonia zajmowała teren dzisiejszego skweru Hilarego Krzysztofiaka. 

## Historia
Kolonia powstała na terenie Dąbrówki Małej około lat 70. XIX wieku przy uruchomionej w 1847 roku hucie cynku Paul (Paulshütte). W grudniu 1885 roku kolonia liczyła 10 budynków, w których mieszkały 433 osoby. Kolonię, nazywaną też Markplatz – od znajdującego się przy niej placu targowego (niem. der Marktplatz = 'targ', 'targowisko'), tworzyły jednopiętrowe familoki. Zabudowa kolonii została wyburzona w latach 1977–1978 w związku z założeniem zielonej strefy ochronnej wokół Huty Metali Nieżelaznych Szopienice. Teren pozostały po dawnej kolonii obsadzono zielenią i 26 stycznia 2009 roku nazwano skwerem Hilarego Krzysztofiaka.

## Opisy w literaturze
Na terenie Pawła (ul. Rzemieślnicza, przy której w pozbawionym kanalizacji familoku mieszkała z mężem i dziećmi kobieta przedstawiona w powieści pod fikcyjnymi personaliami jako Helena Kościelniak) toczy się część akcji powieści Magdaleny Majcher pt. „Doktórka od familoków”, prezentującej historię walki lek. med. Jolanty Wadowskiej-Król o zdrowie „ołowianych dzieci” z Szopienic.